# Stromovka (České Budějovice)
Stromovka je největší českobudějovický park o výměře 68 ha. Nachází se 5 minut chůze od centra města a slouží jako rekreační zóna. Od 6. prosince 1992 je chráněna jako významný krajinný prvek. Stromovka byla založena postupně asi v polovině 20. století, přičemž po určitém období nezájmu došlo v 90. letech ke zkvalitnění péče a udržovaný lesopark nyní slouží jako významné rekreační centrum.

## Poloha
Stromovka leží na západojihozápad od centra na západním břehu Vltavy, vklíněna mezi městskou zástavbu. Severní okraj lemuje ulice Na Zlaté stoce, ulice Na Dlouhé louce ohraničuje východ a z jihu park končí podél Litvínovické a Pod Stromovkou.

## Flora a fauna
Při založení parku byly vysázeny zejména rychlerostoucí dřeviny (topol kanadský, bříza bělokorá, olše lepkavá a nějaké vrby), podíl dlouhověkých dřevin je omezený, nicméně postupně roste, jak jsou od počátku 90. let používány při nahrazování „dosluhujících“ primárních porostů. Za vhodný cílový porost se považují zejména lípa malolistá, dub letní, buk lesní a javory klen a mléč. Na devadesátá léta také připadá počátek kosení a opečovávání lučních porostů a úprava rybníka Bagr v koupaliště s ostrovem. V parku lze nalézt ovsíkové, bezkolencové a mokřadní louky. Se zlepšujícím se stavem parku roste počet nalézaných druhů hub (téměř 300 druhů v roce 1997) a hnízdících ptáků (přes 400 hnízdících párů z asi 50 druhů v témže roce).
Z neobvyklých nebo chráněných ptáků zde hnízdí např. holub hřivnáč, drozd kvíčala, žluva hajní, žluna zelená, dlask tlustozobý, strakapoud malý, čečetka zimní atd.
Spolupráce města s katedrou botaniky PřF JU vedla ve Stromovce v roce 2016 k založení několika tzv. květnatých pásů podporujících biodiverzitu. Skládají se z trvalek, které kvetou během celého vegetačního období a sečou se pravidelně mimo plošné kosení parku. Na údržbě i propagaci se podílí řada dalších organizací, například Botanický ústav AVČR nebo Calla.

## Sport a kultura
Park je protkaný sítí asfaltových i nezpevněných stezek, které s oblibou využívají cyklisté i inline bruslaři a centrum města se Stromovkou spojuje cyklotrasa F.
Pro mladší děti bylo ve východní části parku vybudováno tzv. Oranžové hřiště, starší využívají asfaltových hřišť na volejbal a basketbal. Rybník Bagr umožňuje sportovní rybolov.
Ve Stromovce se do roku 1998 každoročně pořádalo dřevosochařské sympozium, jehož některé výsledky dosud zdobí plochy parku, několik plastik však již muselo být kvůli bezpečnosti odstraněno. V roce 2008 byla tradice obnovena na Sokolském ostrově v centru města a podle vyjádření odboru kultury město nevylučuje, že se sochy z dalších ročníků mohou instalovat opět do Stromovky.
V parku se nachází discgolfové hřiště o délce kolem dvou kilometrů s informačními tabulemi. Původních 9 stanovišť bylo v roce 2019 rozšířeno na 18.
Od konce 50. let 20. století využívali návštěvnící Stromovky restauraci Oáza, jež vznikla v souvislosti s takzvanou Pionýrskou dráhou, atrakcí pro děti o délce téměř čtyř kilometrů s deseti vlakovými vagóny, kterou město dalo postavit v akci Z. Od roku 1960 byla obě místa pronajímána. Dráha byla odstraněna roku 1969 po několika letech nečinnosti, po zavření restaurace ve druhém desetiletí 21. století se několik let spekulovalo o její rekonstrukci, znovuotevření či jiném využití objektu. Od května 2021 se při hlavním vstupu do parku otevřel stánek s občerstvením, kde si lze zapůjčit sportovní vybavení a využít možnost grilování.
Nedaleká sportovní hala Stromovka poskytuje zázemí pro sportovní akce i kulturní události.

## Zajímavosti
8. července 2021 ve Stromovce napáchala rozsáhlé škody bouře, která se Českem prohnala.

## Fotogalerie

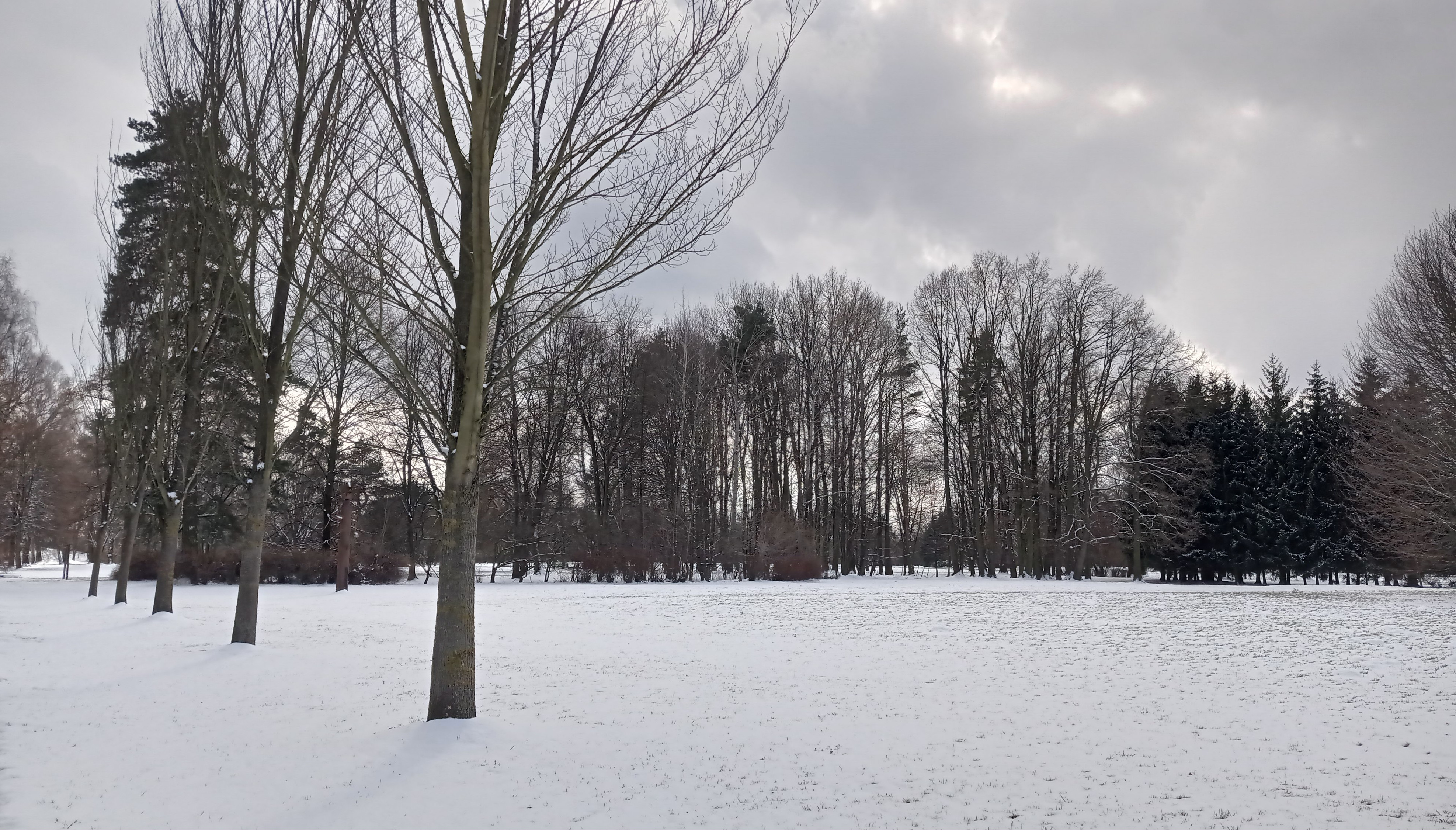
Stromovka v zimě
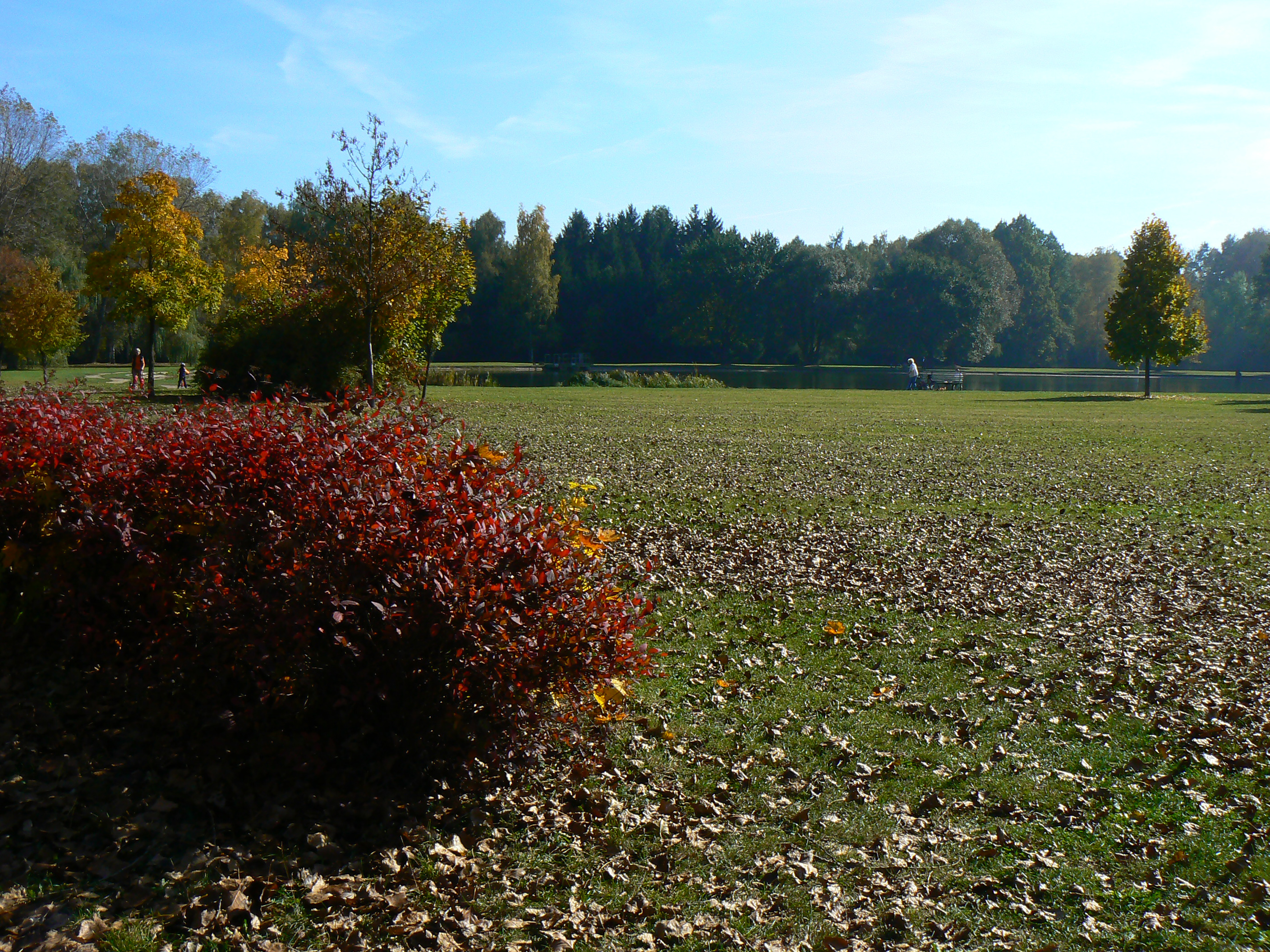
Stromovka na podzim
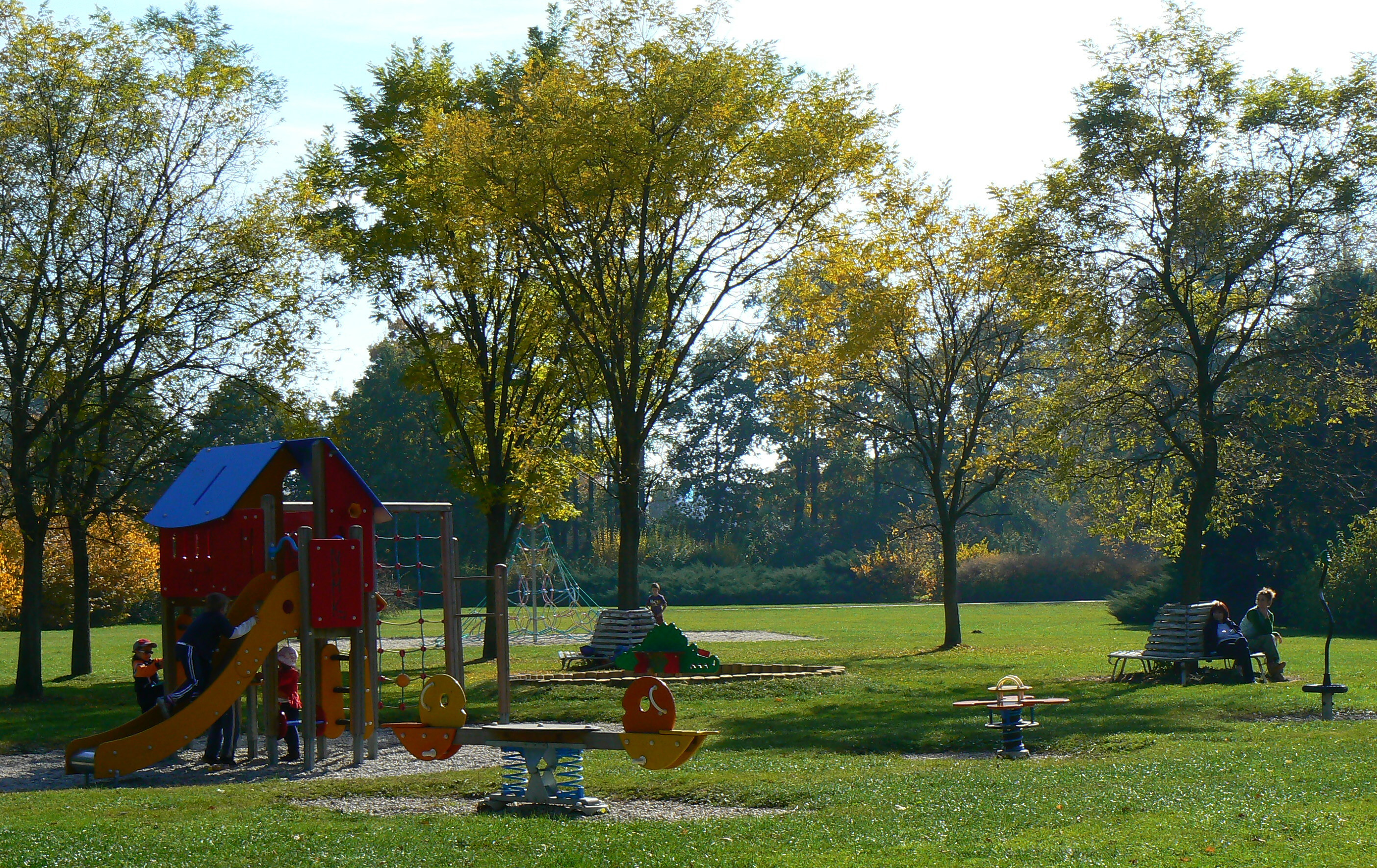
Oranžové hřiště
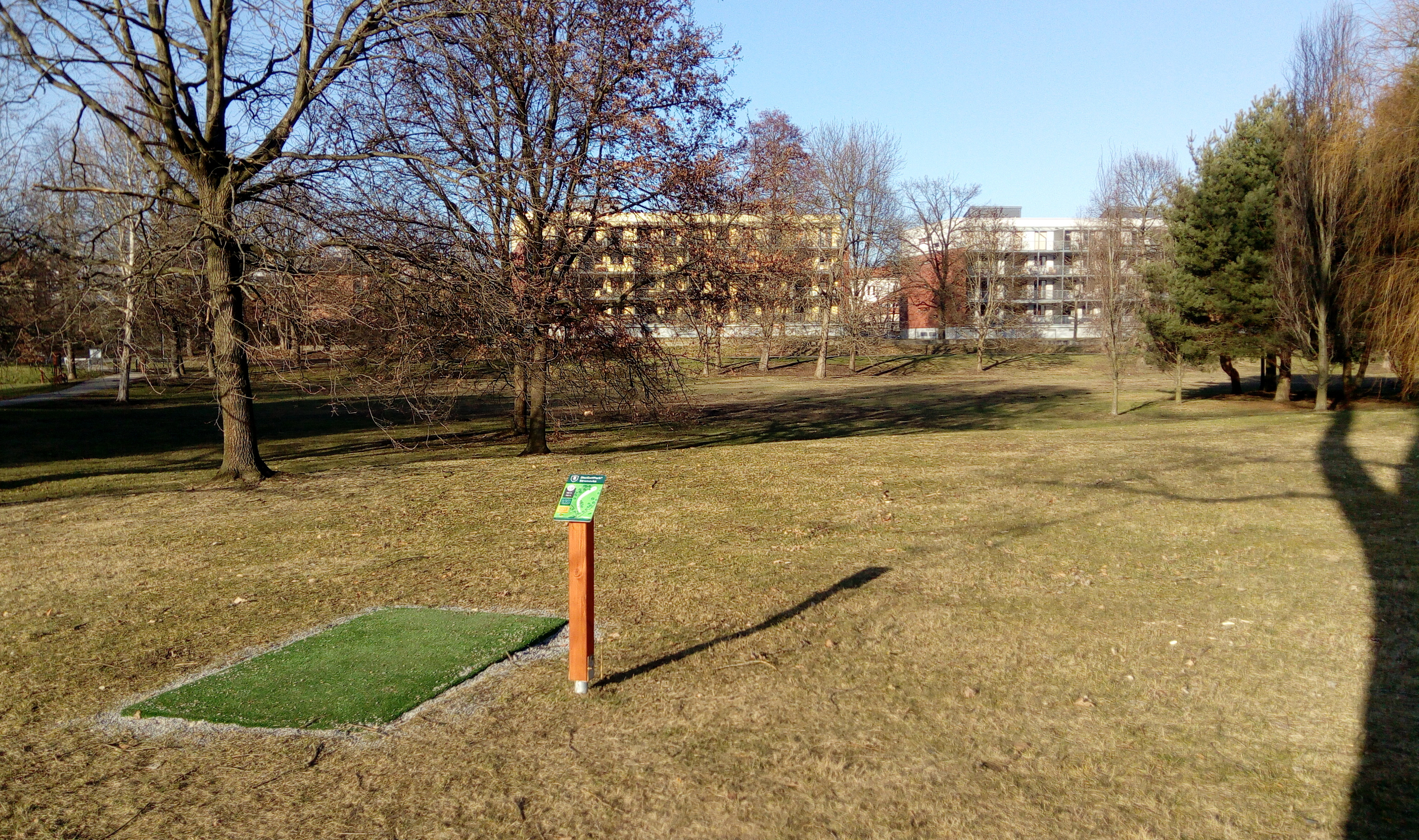
DiscGolfPark
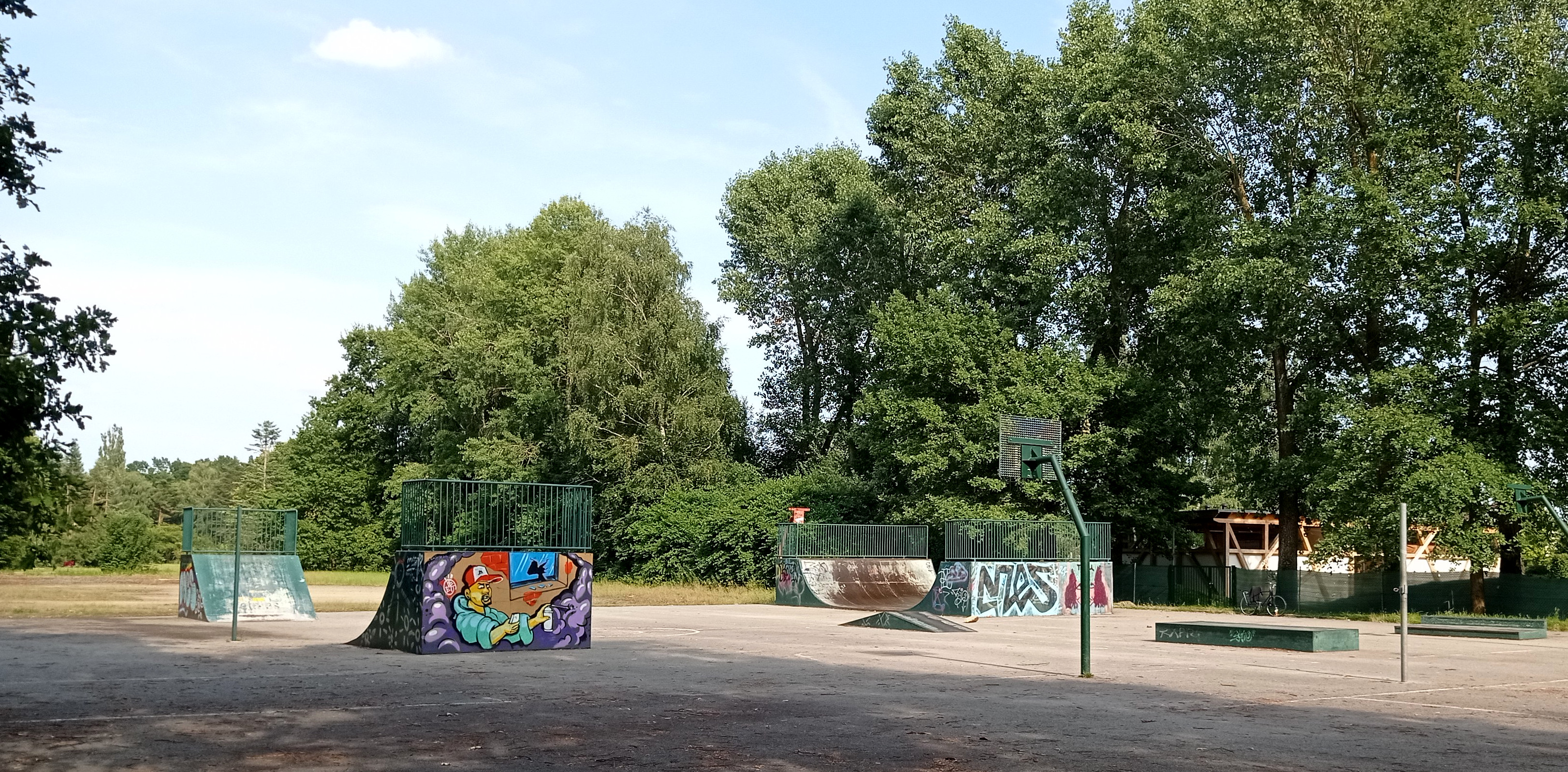
Skatepark
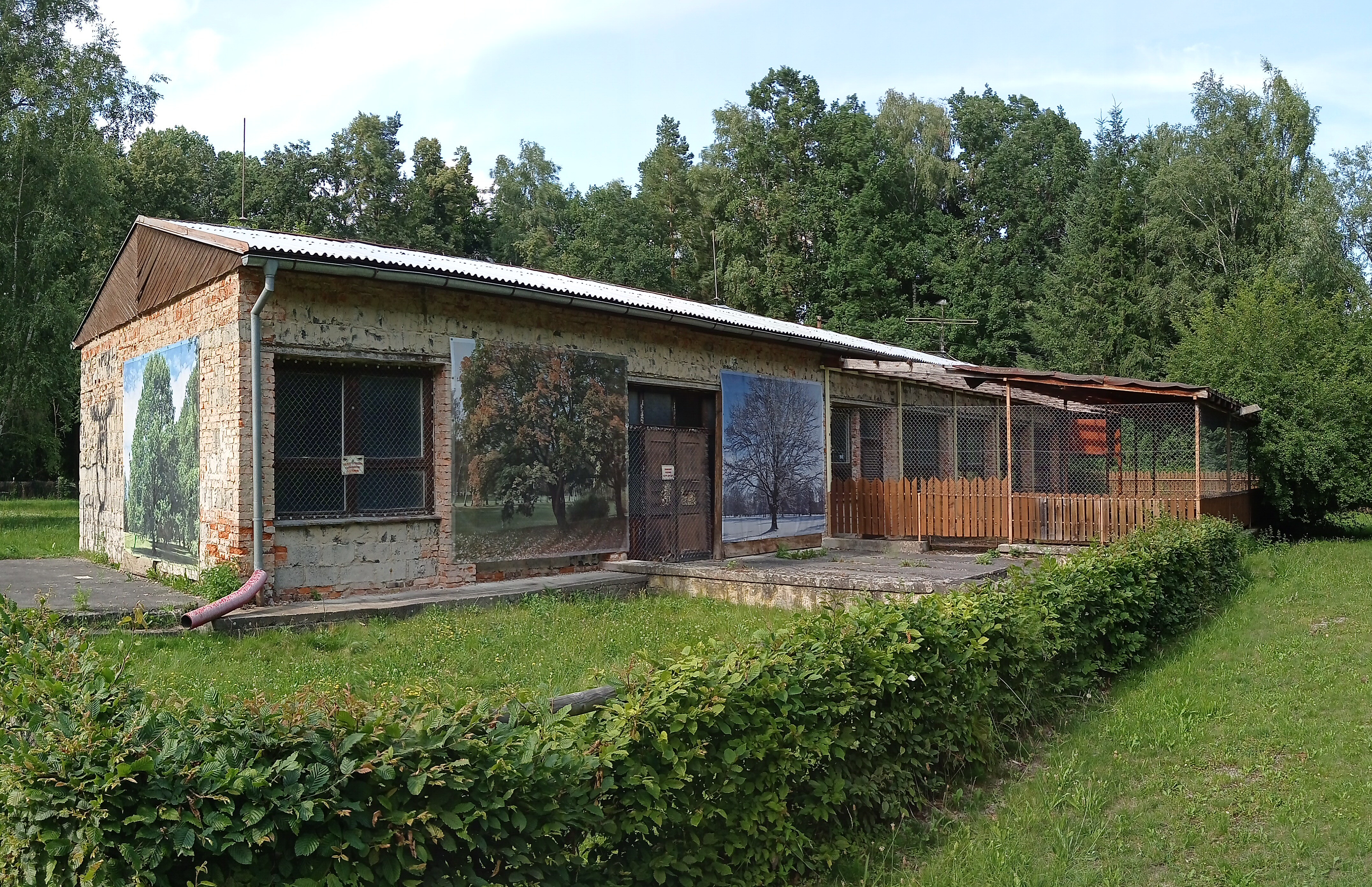
Bývalá restaurace Oáza
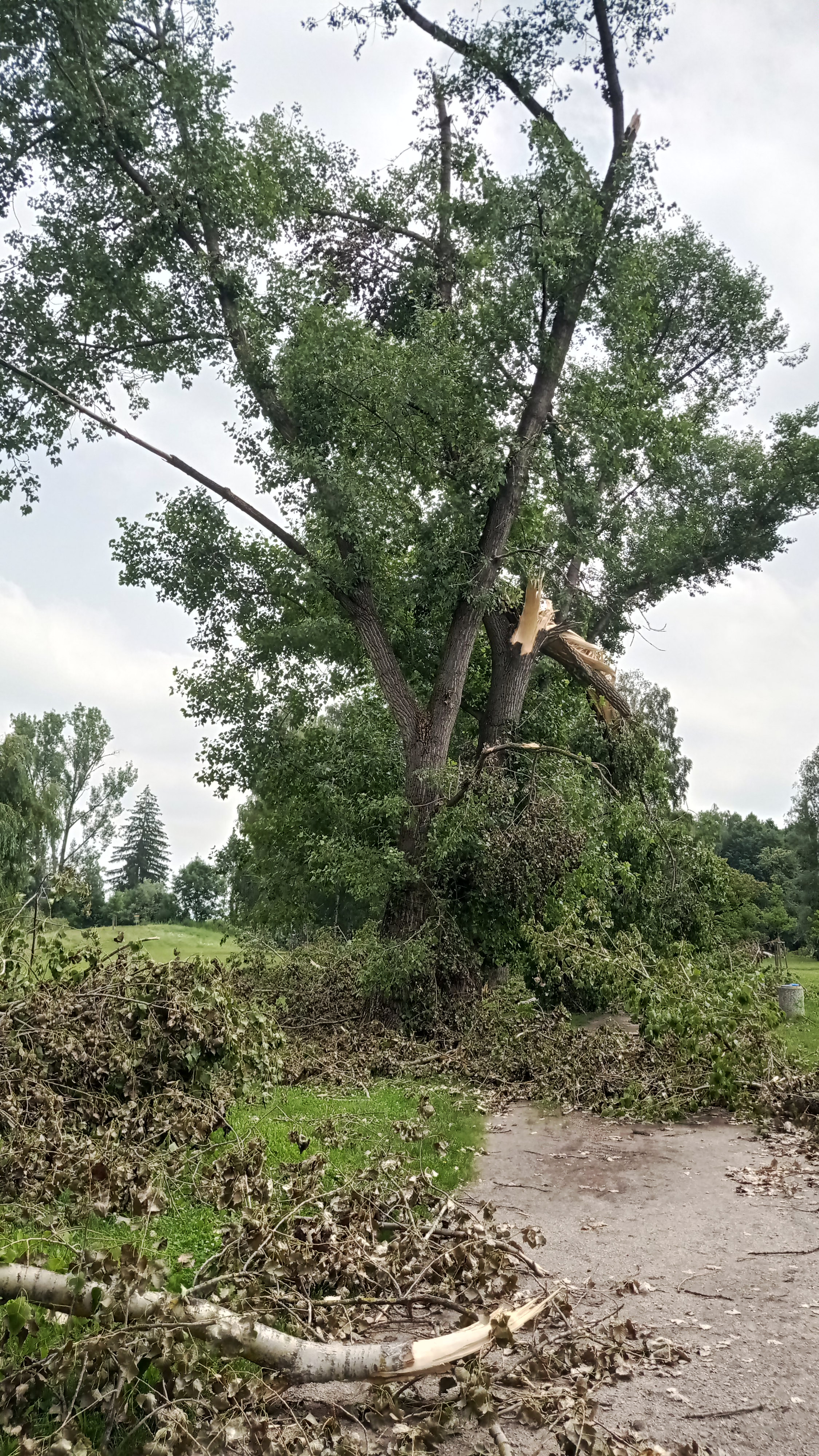
Následky bouře 8.7.2021
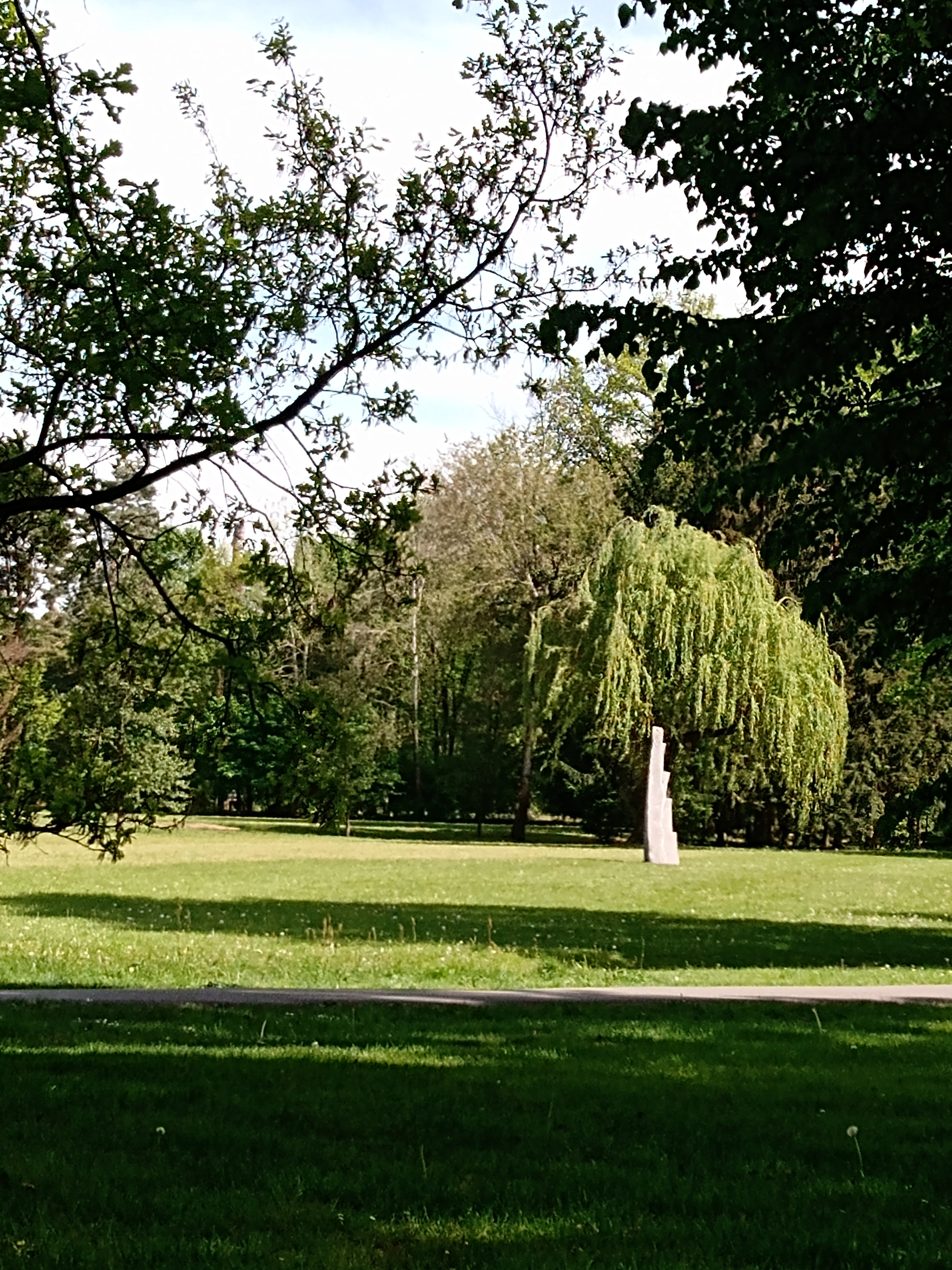
Socha
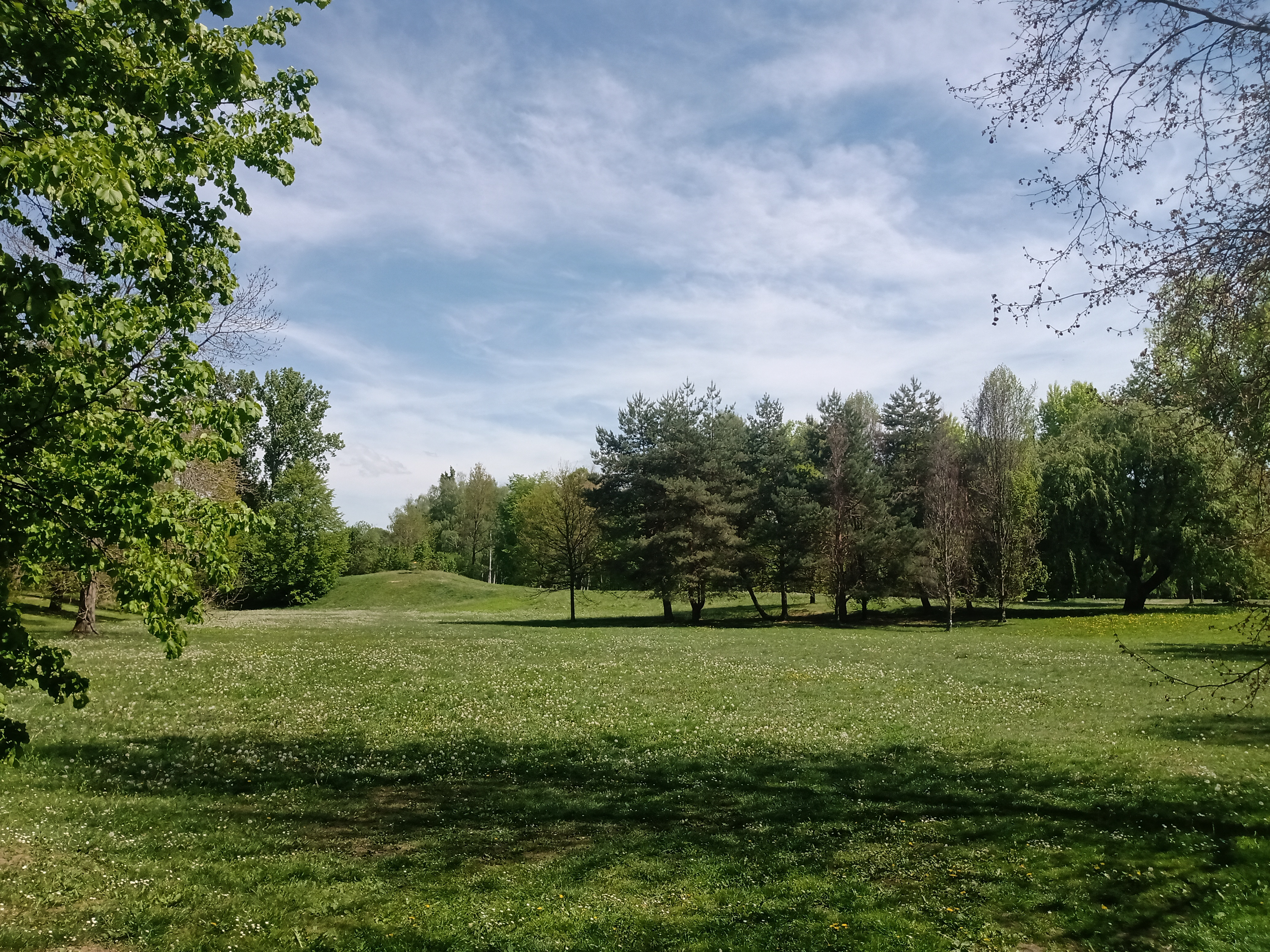
Pohled na DiscGolf